# 育種家の方程式

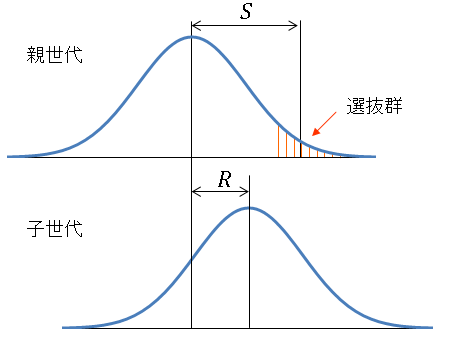
人為的な選抜実験において、全集団と選抜された集団の平均値の差Sと、選抜群の子世代と元の集団の平均値の差Rには、R＝h^{2}Sの関係がある。ただし親については中間親（両親の平均）の値を用いる。

育種家の方程式（英: breeder's equation）は、親と子の量的形質の集団平均値の変化を示す式である。
集団から親が選抜され、その選抜された親同士で交配して子を作ったとき、親と子の表現型値の平均の変化は、以下の育種家の方程式で表される。
{\displaystyle R=h^{2}S}
{\displaystyle R} は選択に対する応答（response）で、選択された親から生まれた子の表現型値の平均と、もとの集団平均との差。
{\displaystyle h^{2}} は狭義の遺伝率。
{\displaystyle S} は選択差または選抜差（selection differential）で、選択された親の表現型値の平均と、選択前の集団平均値との差。

Sを標準化して{\displaystyle i=S/\sigma }と書いた場合、育種家の方程式は{\displaystyle R=ih^{2}\sigma }となる。ここでσは表現型値の標準偏差であり、iは選択強度または選抜強度（selection intensity）と呼ばれる。
この式は、多数の遺伝子が関与するポリジーン形質における親と子の統計的な回帰式であり、親の形質値が与えられたときの子の形質値の期待値を表す。遺伝率は1よりも小さいため、選抜に対する応答Rは、選択差Sよりも小さくなる。つまり子の形質値は、選抜された親よりも集団平均に近くなる平均への回帰を起こす。
選抜差Sをもつ個体群の子世代は、平均してRだけ遺伝的に変化しており、育種学ではRを遺伝的改良量（genetic gain）と呼ぶ。
具体例として、体重の変化を考える。ある動物の体重の遺伝率を60%とし、この動物の中から、集団平均よりも平均して10kg重い個体を選抜して掛け合わせると、子の平均体重はもとの集団平均より6kg重くなる。平均が6kg重くなったのは、体重を大きくしやすくする遺伝子が選抜され、集団の遺伝子頻度が変化したためである。
この式は育種だけでなく、種の進化を考察するときにも用いられる。
育種家の方程式の実際の起源はやや不明確だが、カール・ピアソンの1903年の著作に（多変量形式で）その要素が登場し、ジェイ・ラッシュの1937年の著書"Animal Breeding Plans"によって普及した。

## 性差の影響
オスとメスで選択差が異なる場合には、オスの選択差をSf、メスの選択差SmとしてS＝(Sf+Sm)/2とする。例えば平均体重より10kg重いオスと、6kg重いメスを交配させる場合、選択差Sは8kgとなる。
より一般的には(父、母)と(息子、娘)の組み合わせに対して異なる遺伝率（回帰係数）を用いる。オスとメスで分散が異なる場合には、厳密には遺伝率をオスとメスで別々に求めなければならない。

## 自然個体群への適用
飼育下では、環境を均一にしたうえで、どの表現型によって親を選別したのか明確にできるため、育種家の方程式を適用できる。一方で、育種家の方程式を自然個体群に上手く適用できた例は少ない。自然環境では必要なパラメーターを推定するのが困難であることが1つの理由である。また自然環境では生存と繁殖に多くの形質が関与するため、育種家の方程式を多変量に拡張し、関連する形質を全て考慮する必要があるためでもある。他にも、遺伝と環境の相互作用や、環境によって生じた適応度と形質の見せかけの相関が、一般には無視できないためである。

## 多変量の式
一般に複数の形質は互いに相関しており、1つの形質が変化すれば他の形質も変化する。着目している形質が直接的に選択される場合に加えて、相関した形質が選択されたことによる間接的な選択の効果を考慮するには、複数の形質を同時に扱えるように、育種家の方程式を多変量に拡張する必要がある。多変量の育種家の方程式は以下のように表される。
{\displaystyle \mathbf {R} =\mathbf {G} \mathbf {P} ^{-1}\mathbf {S} }
形質1、形質2…に対して、{\displaystyle \mathbf {S} }は選択差を並べたベクトルで {\displaystyle \mathbf {S} =(S_{1},S_{2},\ldots )^{\mathrm {T} }}、{\displaystyle \mathbf {R} }は選択に対する応答を並べたベクトルで {\displaystyle \mathbf {R} =(R_{1},R_{2},\ldots )^{\mathrm {T} }}、{\displaystyle \mathbf {G} }は相加的遺伝の共分散行列、{\displaystyle \mathbf {P} }は表現型値の共分散行列である。
選択勾配 {\displaystyle {\boldsymbol {\beta }}} を {\displaystyle {\boldsymbol {\beta }}=\mathbf {P} ^{-1}\mathbf {S} }と定義すると、育種家の方程式は
{\displaystyle \mathbf {R} =\mathbf {G} {\boldsymbol {\beta }}}
と書ける。この形の式はランデ方程式とも呼ばれる。{\displaystyle {\boldsymbol {\beta }}} の i 番目の要素 {\displaystyle \beta _{i}} は、形質 i の直接的な選択を表している（相関した形質による間接的な選択の効果は除外されている）。